# Vadi Derna
Vadi Derna, tudi Vadi Darna, je dolina v severovzhodni Libiji, skozi katero teče istoimenska nestalna, hudourniška reka in se pri pristaniškem mestu Derna izlije v Sredozemsko morje. Njeno zgodovino zaznamujejo ponavljajoče se poplave, ki so povzročile veliko škodo, zlasti 11. septembra 2023.

## Geografija
Dolina Vadi Derna sprva poteka vzporedno s sredozemsko obalo, približno 20 kilometrov stran, v smeri zahod-severozahod-vzhod-jugovzhod, nato pa spremeni svojo orientacijo proti severovzhodu, kjer reka Vadi Derna prečka mesto Derna in se izliva v morje. Dolina je dolga približno 70 kilometrov in široka povprečno 8 kilometrov. Najvišja točka porečja je na nadmorski višini 765 metrov, porečje meri 575 km2.
Približno 7 km južno od mesta Derna je slap Derna (32°43′03″N 22°36′31″E / 32.71750°N 22.60861°E) ob izlivu desnega pritoka. Voda pada okoli 20 metrov v glavno dolino.
- Zgornji tok Vadi Derna
- Slap Derna

## Zgodovina
Leta 1941, ko je bilo mesto med drugo svetovno vojno pod nadzorom nemških čet, ga je prizadela huda poplava. Nemška vojska je utrpela velike izgube; tanke, vojaške transporterje in vojaško opremo v bližini reke Vadi Derna na zahodnem vhodu v mesto je odneslo.
Oktobra 1945 je prišlo do poplave s povprečno količino padavin v porečju Vadi Derna, ki je bila določena na 53,36 milijona m3, kar ustreza 40 % letne količine odtoka.
Poplava novembra 1955 je povzročila veliko škodo v dolini in mestu.
V začetku oktobra 1959 je po poročanju libijskega zgodovinarja Faraja Daouda al-Darnavija v Derni prišlo do hude poplave, ki je ubila na stotine ljudi. Velike količine dežja so povzročile poplave v dolini Derna in odnesle velike kopenske mase. Ogromen kup kamenja je blokiral dolino, zaradi česar je voda drla skozi mesto in uničila številne hiše. Vremenska postaja Derna je zabeležila 300 mm padavin.
Zaradi pogostih poplav v mestu so študije v 1960-ih priporočile, da je treba zgraditi več kot en jez, da bi zaščitili mesto in zadržali ogromne količine vode. Leta 1961 so oblasti Derne zgradile srednje velik jez, visok 40 metrov, da bi zadržale poplavne vode. Jez je pomagal zaščititi mesto pred poplavami v letih 1968 in 1969.
Med letoma 1973 in 1977 je jugoslovansko podjetje Hidrotehnika-Hidroenergetika po naročilu Ministrstva za kmetijstvo zgradilo dva jezova v Vadiju.
Zgornji, jez Al-Bilad (32°39′32″N 22°34′39″E / 32.65889°N 22.57750°E) približno 14 km zunaj Derne, je imel višino 75 metrov, dolžino vrha jezu 300 m in skladiščno zmogljivost 18 milijonov m3. Jez Abu Mansour (32°45′11″N 22°37′52″E / 32.75306°N 22.63111°E), ki je dolvodno tik pred mestom Derna, je bil visok 45 metrov, imel je 130 m dolg vrh jezu in je lahko shranil 1,5 milijona m3. Poleg dveh glinenih jezov je sistem Vadi Derna vključeval gradnjo številnih struktur za namakanje kmetijskih zemljišč in oskrbo z vodo mesta Derna in okoliških skupnosti. To vključuje tudi gradnjo 24 km dolge ceste Derna-Bou Mansur z 10 mostovi v skupni dolžini 350 m.
Konec novembra 1986 je prišlo do poplave s povprečno količino padavin 64,14 mm, katere poplavna prostornina je bila v porečju Vadi Derna na podlagi modelnega izračuna ocenjena na 14,8 milijona m3. Zahvaljujoč jezovom je bila škoda v mestu minimalna.
Nadaljnje poplave v letih 1982 in 2011 so povzročile le manjše uničenje v Vadiju in Derni.
Turško podjetje, ki je bilo leta 2007 naročeno za obnovo jezov, je zapustilo državo, ko je leta 2011 v Libiji izbruhnila državljanska vojna. Od takrat na jezovih niso bila izvedena nobena vzdrževalna dela.

### Poplava septembra 2023
Ko je 11. septembra 2023 zaradi nevihte Daniel padlo več kot 200 mm dežja v zahodnem porečju Vadi Derna (območje povirja) v 24 urah, dva jezova s kapaciteto skoraj 20 milijonov m3 nista mogla prenesti nastale vodne mase več kot 115 milijonov m3 in sta se zlomila. Zaradi plimovanja, ki izvira iz porušenih jezov, se je gladina vode v pristaniškem mestu Derna nenadoma dvignila do 10 metrov. Zaradi tega je v mestu s 125.000 prebivalci umrlo na tisoče ljudi, ko so poplavne vode uničile stanovanjska območja in jih odplavile v sosednje Sredozemsko morje.
Libijska tiskovna agencija (LANA) je povedala, da je znanstvena študija Sebha University Journal of Research and Applied Sciences že opozorila na katastrofo na območjih porečja Vadi Derna leta 2022, če bi prišlo do poplav na območjih blizu porečja Vadi Derna zaradi zrušitve obstoječih jezov v regiji.
- Infografika o poplavah v Libiji, 13. september
- Posledice poplav v Darni, 15. 9. 2023